# Rock en aragonès
L'etiqueta de rock en aragonès es fa servir ocasionalment des de la dècada de 1990 per referir-se a la música interpretada pels grups de rock que canten majoritàriament en llengua aragonesa.
De fet, el terme acostuma a incloure tots los grups que utilitzen l'aragonès per a un estil musical diferent de l'ètnic o folklòric, que era l'únic en el qual semblava que l'idioma tenia la seua expressió particular. Amb tot, estos grups acostumen a caracteritzar-se pel seu ús instrumental d'elements típics del folklore aragonès, per la fusió del rock amb altres estils, locals o universals, i per lletres en molts casos combatives o de denúncia de situacions globals o relatives a Aragó.
D'entre els grups més representatius, se troben Mallacán, Prau o Esferra. Algunes bandes de rock aragoneses en castellà han fet servir l'aragonès per a alguna de les seues cançons, com per exemple Ixo Rai, el Comando Cucaracha, els Monaguillos sin fronteras o El Corazón del Sapo.